# Фричою, Мария
Мария Фричою (рум. Maria Fricioiu; род. 16 марта 1960, Golăiești, Яссы или Grădinari, Яссы), в замужестве Симьон (рум. Simion) — румынская гребчиха, выступавшая за сборную Румынии по академической гребле в конце 1970-х — первой половине 1980-х годов. Чемпионка летних Олимпийских игр в Лос-Анджелесе, обладательница двух серебряных и бронзовой медалей чемпионатов мира, победительница и призёрка многих регат национального значения. Заслуженный мастер спорта Румынии.

## Биография
Родилась 16 марта 1960 года в коммуне Голэешти, жудец Яссы, Румыния. Занималась академической греблей в Бухаресте в столичном гребном клубе «Динамо».
Первого серьёзного успеха на взрослом международном уровне добилась в сезоне 1979 года, когда вошла в основной состав румынской национальной сборной и побывала на чемпионате мира в Бледе, откуда привезла награду бронзового достоинства, выигранную в распашных рулевых четвёрках — в финале пропустила вперёд только экипажи из Советского Союза и Восточной Германии.
Благодаря череде удачных выступлений удостоилась права защищать честь страны на летних Олимпийских играх 1980 года в Москве — в программе рулевых четвёрок была близка к призовым позициям, показав на финише четвёртый результат.
В 1983 году на мировом первенстве в Дуйсбурге стала серебряной призёркой в распашных рулевых четвёрках, уступив в финале только титулованным восточногерманским спортсменкам.
Находясь в числе лидеров гребной команды Румынии, благополучно прошла отбор на Олимпийские игры 1984 года в Лос-Анджелесе (будучи страной социалистического лагеря, формально Румыния бойкотировала эти соревнования по политическим причинам, однако румынским спортсменам всё же разрешили выступить на Играх частным порядком). На сей раз Фричою стартовала в составе распашного четырёхместного экипажа, куда также вошли гребчихи Флорика Лаврик, Ольга Хомеги, Кира Апостол и рулевая Вьорика Йожа — в финале обошла всех своих соперниц и стала олимпийской чемпионкой.
После лос-анджелесской Олимпиады Мария Фричою ещё в течение некоторого времени оставалась в составе румынской национальной сборной и продолжала принимать участие в крупнейших международных регатах. Так, в 1985 году она отправилась представлять страну на мировом первенстве в Хазевинкеле, где выиграла серебряную медаль в рулевых четвёрках — пришла к финишу позади команды из ГДР. Вскоре по окончании этих соревнований приняла решение завершить спортивную карьеру.